# Byttufelli
Byttufelli è un rilievo alto 439 metri sul mare situato sull'isola di Kalsoy, nell'arcipelago delle Isole Fær Øer, in Danimarca.